# Ephedranthus columbianus
Ephedranthus columbianus là loài thực vật có hoa thuộc họ Na. Loài này được Maas & Setten mô tả khoa học đầu tiên năm 1988.